# Edward Dahlberg
Edward Dahlberg (Boston, 22 juli 1900 – Santa Barbara (Californië), 27 februari 1977) was een Amerikaans novelleschrijver en essayist.
Samen met zijn moeder Lizzie Dahlberg dwaalde hij tot 1905 door de zuidelijke en westerse helft van de Verenigde Staten. Hierna opende ze een kaperszaak in Kansas City. In april 1912 werd Dahlberg naar het "Jewish Orphan Asylum" (Joods weeshuis) in Cleveland gestuurd, waar hij bleef wonen tot 1917. Hierna studeerde hij aan de Universiteit van Californië - Berkeley en Columbia University.
In de late jaren '20 leefde Dahlberg in Parijs en in Londen. Zijn eerste novelle, Bottom Dogs, werd gepubliceerd in Londen met een inleiding geschreven door D.H. Lawrence. Hij bezocht Duitsland in 1933 met als gevolg dat hij gedurende een korte periode lid was van de Communistische Partij, maar hij verliet de partij weer rond 1936. Vanaf 1940 maakte Dahlberg van schrijven zijn beroep, en gaf ook les aan verschillende hoge scholen en universiteiten, waarvan de belangrijkste Black Mountain College was.

## Geselecteerde werken
- 1929 Bottom Dogs
- 1932 From Flushing to Calvary
- 1934 Those Who Perish
- 1941 Do These Bones Live?
- 1950 Flea of Sodom
- 1957 The Sorrows of Priapus
- 1961 Truth Is More Sacred
- 1964 Because I Was Flesh, autobiografie
- 1964 Alms for Oblivion, essays en herinneringen
- 1965 Reasons of the Heart: Maxims
- 1965 Cipango’s Hinder Door, gedichten
- 1967 The Dahlberg Reader
- 1967 Epitaphs of Our Times, brieven
- 1967 The Leafless American, varia
- 1968 The Carnal Myth
- 1971 The Confessions of Edward Dahlberg, autobiografie en fictie
- 1976 The Olive of Minerva